# Pic dels Gorgs (Queralbs)
El Pic dels Gorgs és una muntanya de 2.843,3 metres d'altitud que es troba entre el municipi de Queralbs, a la comarca del Ripollès i la Vall de Carançà, del terme comunal de Fontpedrosa, a la del Conflent. És a prop de l'extrem sud-oriental del terme de Fontpedrosa i al nord-oriental del de Queralbs, al nord-est dels Pics de la Vaca i a ponent del Pic de Freser. És el límit sud-est del circ on s'origina el Torrent de Carançà, anomenat la Fossa del Gegant. És, de fet, un contrafort del veí Pic de l'Infern, situat al seu nord-est, del tot dins del terme de Fontpedrosa. És habitual que es confonguin aquests dos cims.